# 寺西一浩
寺西 一浩（てらにし かずひろ、1979年10月2日 - ）は、日本のメディアプロデューサー、作家、映画監督、占星術研究家である。

## 略歴
愛知県名古屋市出身。慶應義塾大学法学部政治学科卒業。大学在学中の2002年に『ありがとう眞紀子さん』で作家デビュー。2004年、株式会社トラストミュージック代表取締役に就任し島倉千代子の事業などに携わる。2012年、『女優』で映画監督としても活動を始める。
2025年3月26日、参政党は同年の第27回参議院議員通常選挙比例区に寺西を擁立すると発表した。同年7月20日の投開票の結果、参政党は比例区で7議席を確保したものの、寺西の得票数は8,718票であり、10人中10位で落選した。

## 「田中真紀子の隠し子」騒動
2008年、田中真紀子の隠し子であり「日本音楽家協会会長」であると自称し、雪村いずみ、デヴィ夫人、島倉千代子らを信用させていたことが週刊誌等で報じられ騒動となった。ただしデヴィ夫人は「一切彼を相手にしておりませんでした」と述べ、自身が騙されたことについては否定している。寺西は2002年に『ありがとう真紀子さん』と題する著書も出版しているが、田中真紀子の事務所は田中と寺西との血縁関係について全面否定している。

## 著書
- 『ありがとう眞紀子さん』（すばる舎）2002年4月　ISBN 9784883992027
- 『島倉家―これが私の遺言（プロデュース）』（島倉千代子著・文芸社）2005年2月　ISBN 9784835591254
- 『クロスセンス』（クレアール出版）2006年5月25日　ISBN 9784894312609
- 『新宿ミッドナイトベイビー』（ゴマブックス）2007年1月18日　ISBN 9784777105564
- 『女優』(講談社)　2010年4月2日　ISBN 9784062161176
- 『Mariko＜マリコ＞』(アクセルマーク（株）)　App Store/Android Market　2011年8月25日 連載全10話
- 『人生いろいろ』(HP出版、電子書籍)2022年4月11日、ドラマ化、映画化
- 『SPELL：呪われたら、終わり 霊能者・馬飼野俊平の事件簿シリーズ』(HP出版、電子書籍) 2022年5月18日、映画化
- 『占いゲーム』(HP出版、電子書籍)2022年6月12日、映画化
- 『寺西一浩 五行占星術 木の人の運命 2023年版』2022年12月(サンクチュアリ・パブリッシング)
- 『寺西一浩 五行占星術 火の人の運命 2023年版』2022年12月(サンクチュアリ・パブリッシング)
- 『寺西一浩 五行占星術 土の人の運命 2023年版』2022年12月(サンクチュアリ・パブリッシング)
- 『寺西一浩 五行占星術 金の人の運命 2023年版』2022年12月(サンクチュアリ・パブリッシング)
- 『寺西一浩 五行占星術 水の人の運命 2023年版』2022年12月(サンクチュアリ・パブリッシング)
- 『～if～誰がために鐘は鳴る』2023年8月7日(サンクチュアリ・パブリッシング)、ドラマ化

## プロデュース作品
- 舞台版『クロスセンス』(日本テレビ主催)出演：賀集利樹、尚玄、白川裕二郎 他、ル・テアトル銀座by PARCO
- 舞台版『女優』全国公演(出演:岡田茉莉子、芦川よしみ、若原瞳、誠直也、八戸亮、本山華子、中原裕也、高嶺ふぶき、宮内洋 他)2010年5月
- 舞台版『新宿ミッドナイトベイビー』後援:夕刊フジ、産経新聞、サンケイスポーツ フジサンケイビジネスアイ 他(出演:いしだ壱成、山崎邦正、宮下雄也、福永ちな、愛染恭子／浅野温子 他)2009年7月
- 舞台版『新宿ミッドナイトベイビー2010』原作・演出・主演:寺西一浩、脚本:藤森俊介(出演:山本モナ、中村誠治郎、柴木丈瑠、河原田巧也 他)2010年7月
- 『島倉家〜これが私の遺言〜』島倉千代子著

## 監督作品
- 劇場版『女優〜あなたには、人生を変えるチャンスがあるわ〜』　日中合作、日中友好40周年記念作品（2012年公開）
- 映画『東京〜ここは、硝子の街〜』（2014年11月8日公開モントリオール世界映画祭正式招待作品）
- 映画『新宿ミッドナイトベイビー』（モントリオール世界映画祭正式招待作品）
- 映画『東京ボーイズコレクション～エピソード1～』（2017年3月25日公開、第14回モナコ国際映画祭最優秀グランプリ含7冠受賞）
- 映画『17歳のシンデレラ』（2019年7月13日公開、第16回モナコ国際映画祭最優秀脚本賞受賞）
- 映画『TOKYO24』（2019年10月26日公開、第16回モナコ国際映画祭最優秀主演男優賞含5冠受賞）
- 映画『Revive by TOKYO24』（2020年2月23日、第17回モナコ国際映画祭最優秀脚本賞受賞）
- 連続テレビドラマ『彼が僕に恋した理由』SEASON１（2020年8月9日 - 、TOKYO MX、テレビ北海道）　※脚本、演出、ゼネラルプロデューサーも担当
- ドラマスペシャル『彼が僕に恋した理由』（2020年12月28日、TOKYO MX）　※脚本、演出、ゼネラルプロデューサーも担当
- 連続テレビドラマ『彼が僕に恋した理由』SEASON２（2021年4月- 、TOKYO MX）※脚本、演出、ゼネラルプロデューサーも担当
- 連続テレビドラマ『寺西一浩ドラマ～人生いろいろ～』（2021年7月- 、TOKYO MX）※脚本、演出、ゼネラルプロデューサーも担当
- 映画『SPELL～呪われたら、終わり～霊能者・馬飼野俊平の事件簿シリーズ』（2023年公開） [11]
- 劇場版『人生いろいろ』2022年9月16日公開　※脚本、製作総指揮
- 映画『占いゲーム』2023年4月21日公開　※脚本、製作総指揮
- 連続テレビドラマ『アイドルだった俺が、配達員になった。』(BSフジ、TVer、FOF)2023年7月‐　※脚本、プロデューサー
- 映画『SPELL～呪われたら、終わり～』第１章(2023年10月27日公開)　※脚本、製作総指揮
- 映画『SPELL～呪いは、終わらない～』第２章(2023年11月10日公開)　※脚本、製作総指揮
- 連続テレビドラマ『～if～警視庁捜査一課 剣木善治』(BSフジ、2024年1月‐)　※脚本、プロデューサー

## 舞台出演歴
- 「雁」明治座（主演：若尾文子・山岡久乃）
- 舞台版『新宿ミッドナイトベイビー2010』原作・演出・主演:寺西一浩、脚本:藤森俊介(出演:山本モナ、中村誠治郎、柴木丈瑠、河原田巧也 他)2010年7月

## 舞台演出作品
- クロスセンス（ルテアトル銀座/日本テレビ主催/賀集利樹・尚玄・大坂俊介 他）
- 舞台版『新宿ミッドナイトベイビー2010』原作・演出・主演:寺西一浩、脚本:藤森俊介(出演:山本モナ、中村誠治郎、柴木丈瑠、河原田巧也 他)2010年7月

## イベント出演
- ミス日本コンテスト審査員(2005年)
- 劇場版「女優」公開オーディション審査員（2010年12月4日）(KDDIデザイニングスタジオ) - ゲスト：桜塚やっくん、近藤淳子、山岸伸、堀江貴文、藤井リナ
- 寺西一浩講演会(中国／上海)2011年3月13日
- 第15回上海国際映画祭レッドカーペット（2012年6月）[12]
- 第25回東京国際映画祭グリーンカーペット（2012年10月）[13]
- 劇場版「女優」公開初日舞台挨拶（2012年11月／渋谷オーディトリゥム）[14]
- Asian Lovers 2012（劇場版「女優」プレミアム上映）日経ホール 2012年7月8日[15]
- 第14回モナコ国際映画祭レッドカーペット、受賞式(2017年12月) ‐ 映画「東京ボーイズコレクション」最優秀グランプリ他6冠
- 第15回モナコ国際映画祭レッドカーペット、受賞式(2018年12月) - 映画「Naoki」最優秀作品賞、特別賞
- 第16回モナコ国際映画祭レッドカーペット、受賞式(2019年12月) - 映画「TOKYO24」最優秀主演男優賞他4冠、映画「17歳のシンデレラ」最優秀脚本賞、特別賞
- 第17回モナコ国際映画祭レッドカーペット、受賞式(2020年2月) - 映画「Revive by TOKYO24」最優秀脚本賞

## テレビ出演歴
- タモリ倶楽部
- ザ・ジャッジ
- スッキリ!!
- MEN'S Cafe
- ラジカル
- DMM Live-Talk　ホリエモン 想定外のなんで お前なんだよ!!

## CM出演歴
- ビタミン・スー・マッチ
- TU-KAセルラー
- フロム・エー 他多数